# Ebastina
L'ebastina è un farmaco antistaminico utilizzato per il trattamento di diversi tipi di allergie.
È un antagonista selettivo dei recettori H1 periferici, potente e a lunga durata d'azione, che non mostra importanti effetti anti-colinergici. Ebastina è commercializzata in Italia dalla società Chiesi farmaceutici con il nome di Clever e dalla società farmaceutica Almirall con il nome di Kestine. È in vendita nella forma farmaceutica di sciroppo o di liofilizzato orale a rapida dissoluzione (a contatto con la lingua si dissolve in pochi secondi).

## Farmacodinamica
L'ebastina inibisce in modo rapido e duraturo gli effetti indotti dall'istamina. Il farmaco possiede una forte affinità per i recettori H1. A seguito di somministrazione orale né ebastina né i suoi metaboliti sono in grado di attraversare la barriera ematoencefalica, e ciò spiega lo scarso effetto sedativo sul sistema nervoso centrale (SNC).
Gli studi sulla capacità di inibizione della reazione cutanea (pomfo ed eritema) indotta da istamina hanno evidenziato un effetto clinicamente significativo che compare dopo 1 ora e perdura per oltre 48 ore. Se il trattamento viene continuato per almeno 5 giorni l'effetto tende a perdurare per 72 ore dopo la sospensione, verosimilmente per il persistere dei livelli plasmatici del principale metabolita attivo, la carebastina.
Alle dosi raccomandate non si evidenzia un aumento della sedazione, come confermato da studi sulle prestazioni cognitive, la coordinazione visivo-motoria e stime soggettive. Il dato è stato confermato anche da studi che hanno valutato le modificazioni del segnale elettroencefalografico (EEG) indotte dal farmaco sul sistema nervoso.

## Farmacocinetica
A seguito di somministrazione orale ebastina viene rapidamente assorbita dal tratto gastrointestinale e subisce un intenso effetto di primo passaggio. Il farmaco è quasi totalmente trasformato a livello epatico con coinvolgimento del sistema enzimatico CYP3A4 in un metabolita acido attivo, la carebastina.

Stante il metabolismo da parte di CYP3A4 ebastina presenta interazioni con tutti i farmaci che interferiscono con tale isoenzima, in particolare con ketoconazolo.

Dopo assunzione orale di una singola dose di 10 mg, la concentrazione plasmatica massima del metabolita, pari a 80-100 ng/mL, si osserva dopo 3-4 ore.

L'emivita del metabolita acido è di 13-15 ore. Il 66% del farmaco viene escreto nelle urine sotto forma di metaboliti coniugati. Dopo somministrazioni ripetute lo steady state si raggiunge entro 3-5 giorni.

Il legame con le proteine plasmatiche sia di ebastina sia di carebastina si aggira intorno al 95%.
Il profilo farmacocinetico di ebastina non varia in modo significativo nei soggetti con vari gradi di insufficienza epatica o renale.

Studi crossover a dose singola hanno dimostrato che ebastina liofilizzato orale ed ebastina compresse rivestite sono bioequivalenti.

## Usi clinici
Ebastina è indicata nel trattamento sintomatico di diverse malattie allergiche, tra le quali in particolare la rinite allergica perenne e stagionale, la congiuntivite allergica, la febbre da fieno e l'orticaria cronica idiopatica.

## Effetti collaterali e indesiderati
Gli effetti indesiderati più comuni sono rappresentati da cefalea, secchezza delle fauci e sonnolenza.
Sono stati riportati con minore frequenza casi di dispepsia, nausea, astenia, faringiti, rinite, epistassi, sinusite, dolore addominale e insonnia.

## Controindicazioni
Il farmaco è controindicato nei soggetti con ipersensibilità nota al principio attivo. È inoltre controindicato nei soggetti con grave insufficienza epatica, nei bambini con meno di 6 anni di età, nella gravidanza e nelle donne che allattano al seno.

## Dosi terapeutiche
Il dosaggio usuale negli adulti e bambini di oltre 12 anni di età è pari a 10 mg una volta al giorno. In soggetti con sintomi più gravi rispetto alla semplice rinite, una dose di 20 mg una volta al giorno potrebbe comportare un maggiore beneficio. Nei pazienti con insufficienza epatica è bene non oltrepassare il dosaggio giornaliero di 10 mg.

## Sovradosaggio
Studi sperimentali in cui venivano somministrate alte dosi, fino a 100 mg una volta al giorno, non hanno portato alla osservazione di segni o sintomi clinicamente evidenti. In ogni caso, nell'eventualità di sovradosaggio è bene procedere con le normali misure di supporto del paziente, effettuando la lavanda gastrica, eseguendo il monitoraggio delle funzioni vitali e dell'elettrocardiogramma. Il trattamento è sintomatico. Non esiste uno specifico antidoto per l'ebastina.